# 기타코우치촌 (야마구치현)
기타코우치촌(北河内村)은 야마구치현 구가군에 설치되었던 촌이다. 현재의 이와쿠니시에 해당한다.

## 역사
- 1889년 4월 1일 - 정촌제 시행에 의해 구가군 기타코우치촌이 성립하였다.
- 1955년 4월 1일 - 이와쿠니시에 편입, 동일 기타코우치촌은 폐지되었다.

## 교통

### 도로
- 국도 제187호선

## 참고문헌
- 『市町村名変遷辞典』東京堂出版、1990年。